# Sparedrus murinus
Sparedrus murinus es una especie de coleóptero de la familia Oedemeridae.

## Distribución geográfica
Habita en Pakistán.